# Nolana filifolia
Nolana filifolia es una de las 49 especies pertenecientes al género Nolana presentes en Chile, el cual corresponde a la familia de las solanáceas (Solanaceae). Esta especie en particular es una especie endémica que se encuentra distribuida exclusivamente en la zona norte de Chile, específicamente en la Región de Atacama y la Región de Coquimbo.

## Descripción
La Nolana filifolia se encuentra descrita como un subarbusto perenne, muy ramificado, resinoso, la base de sus tallos son gruesos y leñosos, las ramas poseen muchas hojas unilaterales. Su altura varía entre los 20 y 60 cm.
Se caracteriza por tener flores grandes pediceladas, el cáliz posee de 5 pétalos unidos con forma de campana o embudo o gamopétalas, posee lóbulos lineares cortos a linear lanceolados de forma desigual, presentando un margen revoluto, su corola puede presentar distintos colores desde el blanco hasta el azul, presentándose flores principalmente celestes con nervaduras marcadas claramente visibles, esta característica la diferencia de la Nolana coelestis. La parte interior de la flor o garganta es de color amarillo de distinta intensidad desde el centro se proyectan franjas hacia afuera siguiendo la línea de la nervadura. Posee 5 estambres desiguales en tamaño de color blanco y anteras amarillas que oscurecen cuando la flor madura. Posee 5 a 6 ovarios que pueden albergar una semilla cada uno. 
Su fruto es un esquizocarpio que se presenta en 5 a 6 núculas aovadas que contienen varias semillas pequeñas de color negro y de forma irregular.
A diferencia de otras especies de Nolana, según la morfología foliar de esta especie, las hojas son lineares de 4 a 14 mm de longitud, más gruesas en la base, son hojas carnosas de color verde, principal diferencia con la Nolana coelestis.
Crece en terrenos costeros bajo la influencia de las neblinas. Crece desde los 0 hasta los 500 metros sobre el nivel del mar en sectores costeros.
En la región de Coquimbo florece en forma anual normalmente en el mes de septiembre, mientras que en la región de Atacama su floración es más esporádica y principalmente dependiente de lluvias que no superan los 100 mm al año. Es una especie resistente al estrés hídrico, pero no es resistente a las heladas. Habita en un clima de rusticidad USDA equivalente a zonas 10 y 11.

## Nombres vernáculos
Esta especie es conocida comúnmente como 'Suspiro azul' simplemente 'Suspiro'.

## Importancia
Esta es especie conocida como 'Suspiro Azul' constituye una de las flores emblemáticas que aparecen durante la floración del fenómeno denominado Desierto florido 
Es considerada un a planta con potencial ornamental.

## Amenazas
Una de las principales amenazas de esta especie la constituyen factores antrópicos como la urbanización y ocupación del borde costero, la actividad minera y últimamente por los más de 20.000 turistas que llegan a visitar el área del desierto florido durante los meses de floración y por el paso de vehículos durante competencias deportivas.